# Orthochirus katarinae
Espèce
Orthochirus katarinae est une espèce de scorpions de la famille des Buthidae.

## Distribution
Cette espèce est endémique de la province d'Al Bahah en Arabie saoudite. Elle se rencontre vers Hajrah.

## Description
Le mâle holotype mesure 28,39 mm.

## Étymologie
Cette espèce est nommée en l'honneur de Kateřina Rosová.

## Publication originale
- Kovařík & Just, 2022 : « Orthochirus katerinae sp. n. (Scorpiones: Buthidae) from Saudi Arabia. » Euscorpius, no 362, p. 1-9 (texte intégral).